# Moshan Liaoran
Moshan Liaoran (chiń. 末山了然, zm. 895) – chińska mniszka z IX w., uważana za pełnoprawnego mistrza chan.

## Życiorys
O jej życiu niewiele wiadomo. Pochodziła z Ruizhou.
Była uczennicą mistrza Gao’ana Dayu. Była i jest rozpoznawana i traktowana w zdominowanym przez mężczyzn chanie jako prawdziwa mistrzyni chan.
Jednym z jej uczniów był mistrz chan Guanxi Zhixian (zm. 895), który najpierw studiował u mistrza chan Linjiego Yixuana. U Moshan praktykował przez 3 lata, będąc jej głównym ogrodnikiem. Powiedział on:
Otrzymałem połowę chochli w miejscu Ojca Linji i drugą połowę chochli u Matki Moshan. Odkąd napiłem się, nigdy nie byłem spragniony.
Pewnego dnia mnich Xian (Zhixian) przybył na górę (chiń. shan) Mo i powiedział Jeśli jest tu ktoś wartościowy, zostanę tu. Jeśli nie – odwrócę platformę medytacyjną! Następnie wszedł do sali.
Moshan posłała służącego do wypytania gościa ze słowami Czy czcigodny przybył tu zwiedzać, czy w poszukiwaniu Dharmy Buddy?
Guanxi Zhixian powiedział Szukam Dharmy.
Moshan usiadła na miejscu Dharmy [w pokoju przyjęć] i Xian przyszedł na rozmowę.
Moshan powiedziała Skąd czcigodny dzisiaj przychodzi?
Guanxi powiedział Ze skrzyżowania na głównej drodze.
Moshan powiedziała Dlaczego nie zdejmiesz swojego kapelusza przeciwsłonecznego?
Guanxi nie odpowiadał przez jakiś czas. W końcu [zdjął swój kapelusz] i pokłonił się mówiąc A co słychać u góry Mo?
Moshan powiedziała Szczyt jeszcze się nie ujawnił.
Guanxi powiedział Kto jest mistrzem góry Mo?
Moshan powiedziała Bez kształtu mężczyzny lub kobiety.
Guanxi krzyknął, a potem powiedział Dlaczego nie może siebie przemienić?
Moshan powiedziała On nie jest bogiem czy demonem. Więc jak mógłby stać się czymś innym?
Guanxi postanowił zostać uczniem Moshan. Pracował jako główny ogrodnik przez trzy lata.
Była tak wybitną mistrzynią, że prowadziła klasztor męski, co nawet dzisiaj jest niespotykane.

## Znaczenie mistrzyni
Moshan jest jedną z kilku zaledwie kobiet-spadkobierców Dharmy, które zostały wliczone w męskie linie przekazu. Jest jedyną kobietą, która znalazła się w Jingde chuandeng lu, tekście powstałym w 1004 r.
Jej przebudzenie do natury buddy przekroczyło jej płeć i uwarunkowania. Po raz pierwszy w historii chanu pojawiła się nauczycielka chanu, która nauczała w swoim klasztorze mężczyzn. Jej spotkanie z mistrzem chan Guanxim, dzięki kilku jej słowom, ujawniło jego arogancję i seksistowskie uprzedzenia. Pobity mistrz Guanxi został jej uczniem i przez trzy lata pracował u niej jako ogrodnik.
Sytuacja Moshan była szczególna. Nauczając mężczyzn i w dodatku oceniając ich i krytykując, jako mniszka łamała Ósmą Szczególną Regułę zakonu:
Upominanie mnichów przez mniszki jest zabronione; upominanie mniszek przez mnichów nie jest zabronione.
Moshan w istocie musiała być znakomitym mistrzem chan, skoro garnęli się po jej nauki mnisi, nie zważając na reguły zakonne. Tym samym Moshan przekroczyła wszelkie ograniczenia, w istocie niezgodne z egalitarnym duchem buddyzmu, i stała się wzorem dla mniszek i kobiet praktykujących w Chinach, Korei i Japonii.

## Linia przekazu Dharmy zen
Pierwsza liczba oznacza liczbę pokoleń mistrzów od 1 Patriarchy indyjskiego Mahakaśjapy.
Druga liczba oznacza liczbę pokoleń od 28/1 Bodhidharmy, 28 Patriarchy Indii i 1 Patriarchy Chin.
Trzecia liczba oznacza początek nowej linii przekazu w danym kraju.
- 33/6. Huineng (638–713)
  - 34/7. Nanyue Huairang (677–744)
    - 35/8. Mazu Daoyi (709–788) szkoła hongzhou
      - 36/9. Panyun Zhushi (740–808)
      - 36/9. Guizong Zhichang (bd)
        - 37/10. Gao’an Dayu (bd)
          - 38/11. Weishan Lianran (bd)
          - 38/11. Moshan Liaoran (zm. 895) mniszka, mistrzyni chan
            - 39/12. Guanxi Zhixian (zm. 898) także jako uczeń Linjiego Yixuana